# Hans Georg Malmström
Hans Georg Malmström, född 1811, död 1874, var en målare främst verksam i Skara stift. Han har utfört målningar bland annat i Finnekumla kyrka och Jäla kyrka.